# Traverella calingastensis
Traverella calingastensis is een haft uit de familie Leptophlebiidae. De wetenschappelijke naam van de soort is voor het eerst geldig gepubliceerd in 1995 door Domínguez.